# Dalhousie, New Brunswick
Dalhousie är en ort i Kanada.   Den ligger i provinsen New Brunswick, i den östra delen av landet, 800 km öster om huvudstaden Ottawa. Dalhousie ligger 82 meter över havet och antalet invånare är 3 512.
Terrängen runt Dalhousie är huvudsakligen platt, men norrut är den kuperad. Havet är nära Dalhousie åt nordost. Trakten är glest befolkad. Närmaste större samhälle är Carleton-sur-Mer, 19,9 km öster om Dalhousie.